# Загоскино (Ульяновська область)
Загоскино (рос. Загоскино) — село в Майнському районі Ульяновської області Російської Федерації.
Населення становить 608 осіб. Входить до складу муніципального утворення Ігнатовське міське поселення.

## Історія
Від 2004 року входить до складу муніципального утворення Ігнатовське міське поселення.

## Населення
| 2010 |
| ---- |
| 608  |